# Dipsochelys arnoldi
Dipsochelys arnoldi är en sköldpaddsart som beskrevs av Roger Bour 1982. Dipsochelys arnoldi ingår i släktet Dipsochelys och familjen landsköldpaddor. Inga underarter finns listade i Catalogue of Life.
Enligt Reptile Database är populationen en underart till Aldabrasköldpaddan.